# Burgruine Obersulzbürg
Die Burgruine Obersulzbürg, auch Schloss Obersulzbürg genannt, ist die Ruine einer Höhenburg auf einem 567 m ü. NN hohen Bergplateau des Sulzbürg über dem Ortsteil Sulzbürg der Gemeinde Mühlhausen im Oberpfälzer Landkreis Neumarkt in der Oberpfalz in Bayern. Die Anlage ist als Bodendenkmal unter der Aktennummer D-3-6834-0073 und der Beschreibung „Wallanlage vor- und frühgeschichtlicher Zeitstellung, mittelalterliche Burgställe "Obersulzbürg"und "Niedersulzbürg", mesolithische Freilandstation, Siedlungen der Jungsteinzeit (Linearbandkeramik, Gruppe Oberlauterbach, Altheimer Kultur, Chamer Gruppe, Glockenbecherkultur), der Bronzezeit, der Urnenfelderzeit, der Späthallstatt-/Frühlatènezeit, der Spätlatènezeit der Völkerwanderungszeit und des Mittelalters“ im Bayernatlas geschützt. Ebenso ist sie unter der Aktennummer D-3-73-146-33 als denkmalgeschütztes Baudenkmal von Sulzbürg verzeichnet.

## Geschichte
Die Burg wurde im 13. Jahrhundert von den Herren von Sulzbürg erbaut, die Ministeriale des Heiligen Römischen Reiches waren und sich später, nach der Burg Wolfstein, von Wolfstein nannten, und war Teil der Herrschaft Sulzbürg-Pyrbaum. Im 16. Jahrhundert wurde die Burg schlossartig ausgebaut, 1634 zerstört und wieder aufgebaut.

## Sulzbürg als kurbayerische Kabinettsherrschaft
Nachdem das Geschlecht der Wolfsteiner ausgestorben war, diente das Schloss als Beamtenwohnung. Der erste kurbayerische Administrator, der im Schloss Sulzbürg seinen Amtssitz nahm, war Johann Franz Balthasar von Griesenbeck, Freiherr von Griesenbach (1698–1751). Von ihm wurde es katholischen Priestern in dem sonst evangelischen Sulzbürg erlaubt, in einem Raum des Schlosses die Messe abzuhalten. An 1745 gab es einen ständig anwesenden Schlosskaplan, wobei der Gottesdienst weiterhin privaten Charakter hatte. Durch ein Dekret des Hofkammerpräsidenten, Max Emanuel Graf von Törring-Jettenbach, wurden am 31. Oktober 1750 zwei Kapuzinerpriester und ein Laienbruder als Schlosskapläne berufen. Am 22. Mai 1751 wurde ihnen gestattet, ein Haus im Schlossbezirk als Wohnung zu nehmen, allerdings wurde verboten, hier einen Konvent zu errichten. Hier befand sich auch eine Hauskapelle, welche den Gottesdienstraum im Schloss ersetzte. 1756 wurde auch diese durch den Bau der Katholischen Kirche zur Schmerzhaften Muttergottes ersetzt.
Das Schloss wurde im Zuge der Säkularisation 1804 an Privatleute auf Abbruch verkauft.

## Beschreibung

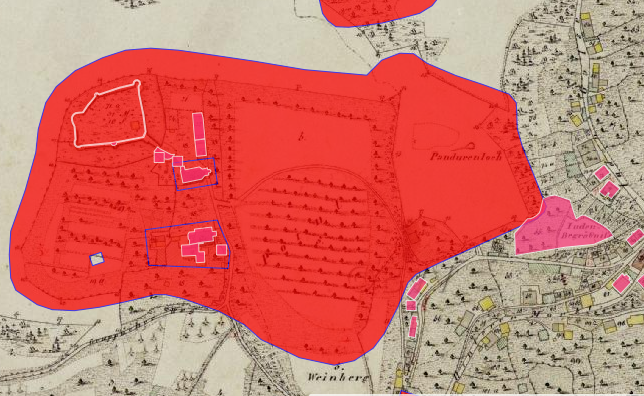
Lageplan der Burgruine Obersulzbürg auf dem Urkataster von Bayern

Die Hochfläche des Schlossberges wird durch mittelalterliche Halsgräben in drei Teile gegliedert. Auf dem größten, dem westlichen Teil, stehen heute zwei Kirchen und eine Schule. Auf dem kleinsten östlichen Teil befindet sich der Burgstall Niedersulzbürg. Der mittlere, zungenartig vorspringende Teil wird landwirtschaftlich genutzt. Eine vortretende S-Kante begleitet den Randwall, der eventuell Teil einer vorgeschichtlichen Befestigung ist. Hier ließen sich viele vorgeschichtliche Scherben finden, auch solche aus der Urnenfelder- und der Latènezeit, ebenso eine kaiserliche Fibel.
Heute sind von der ehemaligen Burganlage noch Teile der Ringmauer, zwei halbrunde Mauertürme und der Graben erhalten.

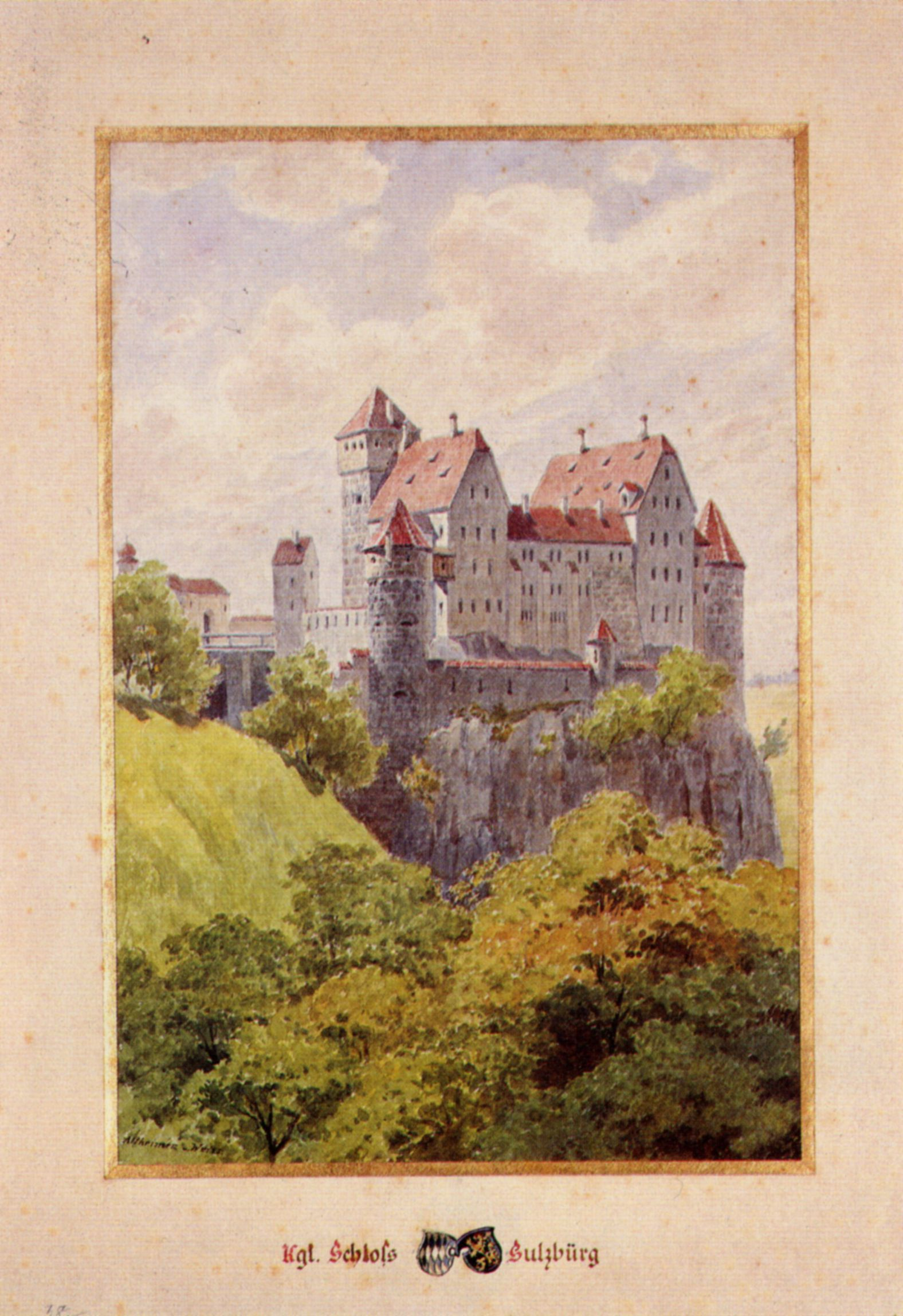
Aquarell von Schloss Sulzbürg, um 1885, von Joseph Andreas Weiß